# Liste der Kardinalpriester von Santi XII Apostoli
Folgende Kardinäle waren Kardinalpriester von Santi XII Apostoli (lat.  Titulus XII Apostolorum). Vor 560 wurde der Titel als Santi Filippo e Giacomo bezeichnet:
- Epiphanius von Pavia (494–?)
- Agapitus (oder Rustico) (530?–535)
- Andromaco (590–?)
- Marino (731–?)
- Giovanni (964 bis spätestens 993)
- Giovanni (993–?)
- Bernardo (ca. 1067 bis spätestens 1073)
- Giovanni (ca. 1073 bis spätestens 1099)
- Gregorio Gaetani (1099–ca. 1112)
- Ugo Visconti (ca. 1112–1121)
- Gregorio Conti (1122–ca. 1140)
- Alberto (von Monte Sacrato) (1152–ca. 1156)
- Ildebrando Grassi (1157–1178)
- Ildeberto (1179–ca. 1182)
- Pandolfo Masca (1182–1201)
- Stefano di Ceccano, O.Cist. (1213–1227)
- Guillaume de Talliante, O.S.B. (1244–1250)
- Annibale d’Annibaldeschi de Molaria (oder Annibaldo, oder Annibaldi della Molara) O.P. (1262–1272)
- Gerardo Bianchi, Zisterzienser (1278–1281)
- Imbert Dupuis (oder Hubert) (1327–1348)
- Pectin de Montesquiou (oder Montesquieu) (1350–1355)
- Pierre de la Foret (oder Forest, oder Laforest), O.S.B. (1356–1361)
- Bernard du Bosquet (1368–1371)
- Robert von Genf (1371–1378)
- Johann Očko von Wlašim (1378–1380)
- Fernando Pérez Calvillo (1397–1404), Pseudokardinal von Benedikt XIII. (Gegenpapst)
- Pietro Filargo di Candia (oder Filarete, oder Filargos), OFMConv (1405–1409)
- Ludwig von Bar (1409–1412)
- Bessarion (1440–1449); in commendam (1449–1471)
- Pietro Riario OFMConv, in commendam (1471–1474)
- Giuliano della Rovere, in commendam (1474–1503)
- Clemente Grosso della Rovere OFMConv (1503–1504)
- Leonardo Grosso della Rovere (1505–1508)
- Francesco Soderini (1508–1511)
- Niccolò Fieschi (1511–1517)
- Pompeo Colonna (1517–1524)
- vakant (1524–1532)
- Alfonso de Manrique (1532–1538)
- Pedro Sarmiento (1538–1541)
- Miguel de Silva (1542–1543)
- Durante de Duranti (1545–1558)
- Mark Sittich von Hohenems (1561–1565)
- Marco Antonio Colonna (1565–1580)
- vakant (1580–1585)
- Rodrigo de Castro (1585–1600)
- François d’Escoubleau de Sourdis (1600–1606)
- Domenico Ginnasi (1606–1624)
- Desiderio Scaglia OP (1626–1627)
- vakant (1627–1634)
- Francesco Maria Brancaccio (1634–1663)
- Paluzzo Paluzzi Altieri Degli Albertoni (1666–1681)
- Francesco Lorenzo Brancati di Lauria OFMConv (1681–1693)
- vakant (1693–1698)
- Giorgio Cornelio (1698–1722)
- Benedetto Odescalchi-Erba (1725–1740)
- Domenico Riviera (1741–1752)
- Henry Benedict Maria Clement Stuart of York (1752–1759); in commendam (1759–1762)
- Lorenzo Ganganelli OFMConv (1762–1769)
- Francisco de Solís Folch de Cardona (1769–1775)
- Giovanni Archinto (1776–1795)
- Francisco Antonio de Lorenzana y Butrón (1797–1804)
- Dionisio Bardaxí y Azara (1816–1822)
- Carlo Odescalchi (1823–1833)
- Francesco Serra Cassano (1833–1850)
- Antonio Francesco Orioli OFMConv (1850–1852)
- Giusto Recanati OFMCap (1853–1861)
- Antonio Maria Panebianco OFMConv (1861–1885)
- José Sebastião Neto OFM (1886–1920)
- Pietro La Fontaine (1921–1935)
- Ignatius Gabriel I. Tappouni (1935–1965)
- Francesco Roberti (1967–1977)
- Agostino Casaroli (1979–1985); in commendam (1985–1998)
- Giovanni Battista Re (2001–2002)
- Angelo Scola (seit 2003)